# Xiwei Wendi
Xiwei Wendi of Yuan Baoju (Chinees: 元寶炬) (persoonlijke naam) (507-551) was de eerste Chinese keizer van de Westelijke Wei-dynastie.

## Levensloop
Yuan Baoju was een kleinzoon van keizer Beiwei Xiaowendi en de broer van keizer Beiwei Xuanwudi. Na de moord op keizer Beiwei Xiaozhuangdi in 531 brak er een strijd uit tussen de generaals. Generaal Gao Huan scheurde het oostelijk deel af. Generaal Yuwen Tai vermoordde keizer Beiwei Xiaowudi, behield het westen en zette Xiwei Wendi op de troon. De hoofdstad van de westelijke Wei werd Chang'an.
De Westelijke Wei werd meermaals aangevallen door de Oostelijke Wei, die in 550 werd vervangen door de Noordelijke Qi-dynastie. Xiwei Wendi stierf in 551 en werd opgevolgd door zijn zoon Xiwei Feidi.